# Stabilita letadla

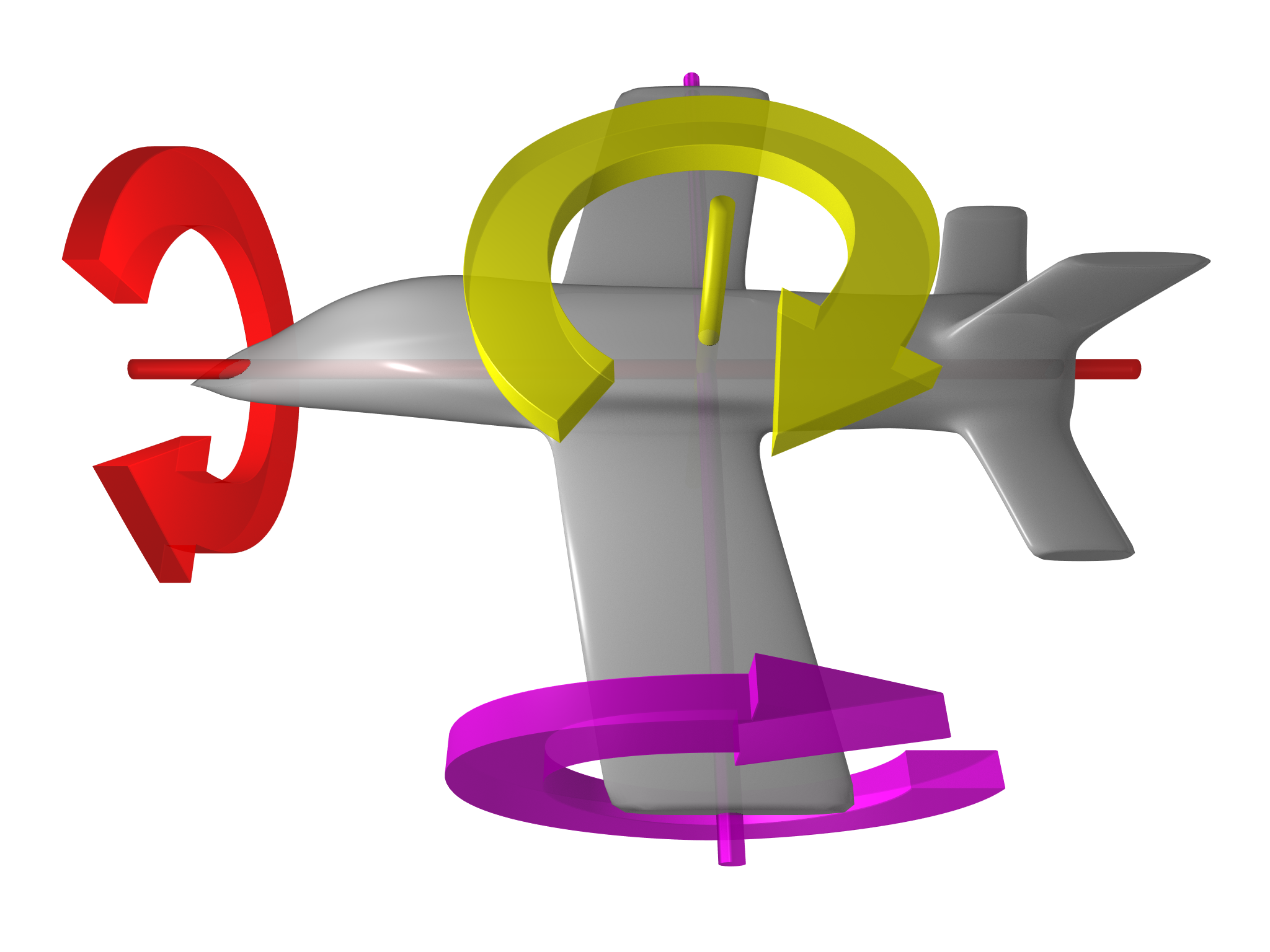
Stabilita letadla vzhledem k ose:
Z (fialová), Y (žlutá), X (červená)

Stabilitou letadla se rozumí schopnost letadla zachovávat režim letu, do kterého jej pilot uvedl. Pokud je stabilní letoun vychýlen z původní dráhy např. poryvem větru, má snahu se samočinně (bez zásahu do řízení) vracet do původní polohy. Speciální letouny (akrobatické, stíhací) mohou být z důvodu vyšší manévrovatelnosti navrhovány jako neutrální až nestabilní.
Stabilita letadla je trojího druhu podle os souřadného systému:
- Podélná stabilita: vzhledem k ose Z, kterou zajišťují vodorovné ocasní plochy
- Směrová stabilita: vzhledem k ose Y, kterou zajišťují svislé ocasní plochy
- Příčná stabilita: vzhledem k ose X, kterou zajišťuje vzepětí křídla (příčné V)

Stabilitu letounu lze hodnotit jako:
- Statickou stabilitu – při změně polohy vznikne moment, působící ve směru návratu
- Dynamickou stabilitu – po vychýlení se letoun vrací do původní ustálené polohy určitým způsobem. Tento návrat může být kmitavý (houpavý, vlnivý) nebo aperiodický.

Stabilita letounu se může měnit v závislosti na různých podmínkách – vyvážení letounu, úhlu náběhu, rychlosti, výšce, stoupavém nebo klesavém letu, mechanizaci (vztlakové klapky, spoilery), vysunutí podvozků apod. Jeden a tentýž letoun, při běžných podmínkách stabilní, se v určitých režimech může chovat nestabilně.
Se stabilitou úzce souvisí i řiditelnost letounu, to je schopnost měnit žádoucím způsobem polohu letounu zásahem do řízení. I zde platí, že za určitých podmínek mohou letouny ztrácet řiditelnost. Těmto režimům letu je pak třeba se vyhýbat.

## Základní osy

Zatáčení
Naklápění
Naklánění